# Владислав Белый
Влади́слав Бе́лый (пол. Władysław Biały; ок. 1330 — 29 февраля 1388) — один из польских князей периода феодальной раздробленности. Князь гневковский (1347/1350 — 1363/1364), претендент на польский престол. Получил прозвище «король Ланселот».

## Биография

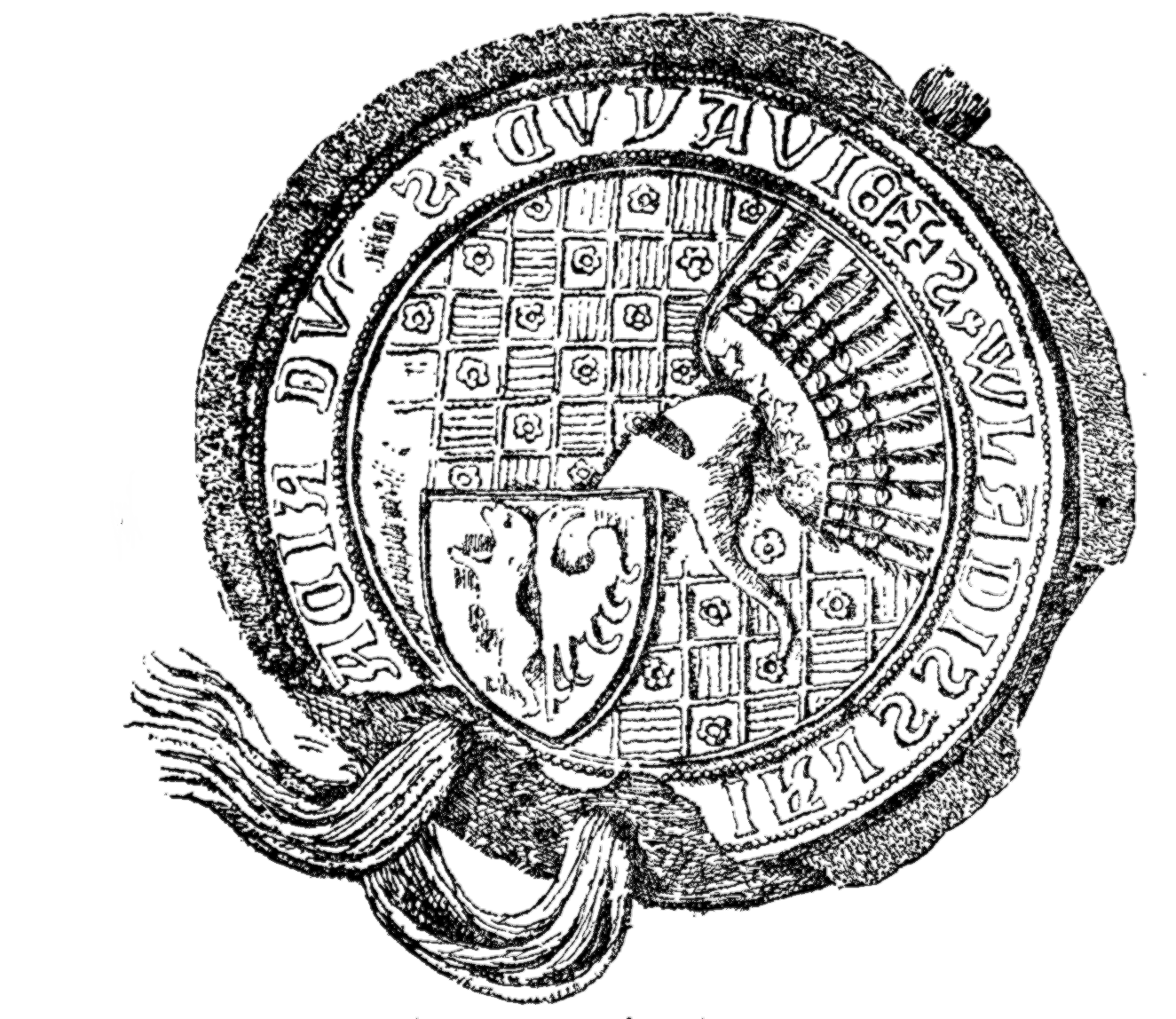
Печать Владислава Белого, 1355 г.

Владислав был единственным сыном князя гневковского Казимира III, двоюродного брата короля Казимира III Великого. Имя его матери неизвестно. У Владислава была старшая сестра Эльжбета, которую около 1339 года взял в жёны бан Боснии Степан Котроманич.
После смерти отца, которая произошла между 1347 и 1350 годами, Владислав унаследовал небольшое Гневковское княжество, принеся ленную присягу польскому королю Казимиру III.
Приблизительно 1 декабря 1359 года Владислав женился на Эльжбете, единственной дочери князя Альберта Стшелецкого, представителя силезской ветви Пястов. Однако вскоре юная княгиня умерла. Сраженный горем Владислав решил больше никогда не жениться.  Между 29 мая 1363 года и 5 апреля 1364 года он продал свое княжество королю Казимиру III за 1000 флоринов и отправился в паломничество.  Он посетил Мальборк, где встретился с великим магистром  Тевтонского ордена Винрихом фон Книпроде и присоединился к его экспедиции в Литву, Прагу, Святую Землю и Авиньон, где встретился с папой Урбаном V. В июне 1366 года он поступил в цистерцианский монастырь Сито, но всего через год он перебрался в бенедиктинский монастырь в Дижоне.
В 1370 году, после смерти Казимира Великого, Владислав неожиданно решил воспользоваться этой возможностью, чтобы вернуться в своё княжество. С этой целью он предпринял несколько попыток получить от папы Григория XI освобождения от священных обетов, но безрезультатно. Новый польский король Людвик Венгерский отказался отдать Владиславу его удел. Однако Владислав решил продолжить борьбу: 8 сентября 1373 года он тайно прибыл в Гнезно и, при поддержке противников Анжу-Сицилийского дома, к которому принадлежал Людвик, быстро захватил Влоцлавек, Иновроцлав, Злоторю и свой родной город Гневково. После этого он выдвинул свои притязания на польскую корону как последний представитель ветви куявских Пястов, к которой принадлежали Лешек Чёрный, Владислав Локетек и Казимир Великий. 
Реакция короля Людвика I последовала незамедлительно: Владислав, преданный своими прежними сторонниками, был вынужден покинуть Польшу и укрылся в пограничном городе Дрезденко, принадлежащем рыцарю Ульриху фон Остену. Через два года Владислав, собрав силы (среди его войска был даже отряд бургундцев Филиппа Смелого), вновь вторгся в Куявию. На этот раз обе стороны были лучше подготовлены к войне и сошлись в битве при Гневкове, где войска Владислава разбили анжуйцев. После этого Владислав отступил в Нешаву, а затем в Злоторю, где организовал разбойничьи набеги на пригороды и деревни Куявии и Великой Польши.
Решающие события этой войны произошли в июне 1376 года, когда Людвик I со своей армией осадил крепость Злоторя, где находился Владислав, раненый во время поединка с рыцарем Бартошем из Везенборга. Во время осады союзник Людвика I и внук Казимира III, герцог Казимир IV Померанский, был ранен из камнемёта и через несколько месяцев скончался.
Окончательный отказ Владислава от притязаний на наследство Казимира III Великого и свои родовые владения произошел в марте 1377 года в результате соглашения, заключенного в Бжесць-Куявски. В обмен на отказ от своих притязаний Владислав получил 10 000 флоринов в виде ежегодных выплат в размере 1000 флоринов, а также должность аббата в аббатстве Паннонхальма в Венгрии. Когда король в октябре 1379 года не выплатил очередную годовую сумму, Владислав внезапно появился в Гданьске; в результате встревоженный Людвик I немедленно выплатил положенную сумму. После этого Владислав переехал в Любек, а примерно в апреле 1381 года вернулся в монастырь в Дижоне, где выкупил у местного аббата пребенду, дом и пожизненное содержание.
Его бурная жизнь на этом не закончилась, так как в 1382 году умер король Людовик I, и у Владислава вновь возродилась надежда вернуть свое наследство. Это могло быть единственным объяснением того факта, что он вновь обратился за разрешением на освобждение от обетов, и 15 сентября 1382 года получил такое разрешение от антипапы Климента VII. Однако по неизвестным причинам он больше не предпринимал попыток вернуться в Польшу.
Сведений о его дальнейшей жизни сохранилось немного. Он определенно снова покинул Дижонский монастырь около 3 марта 1383 года, на этот раз навсегда. Владислав умер в Страсбурге 29 февраля 1388 года и был похоронен в кафедральном соборе Дижона.
Бурная жизнь последнего князя из линии куявских Пястов завораживала даже его современников. По этой причине монахи бенедиктинского монастыря в Дижоне назвали его Le Roy Lancelot (король Ланселот) , по аналогии с одним из рыцарей Круглого стола из эпоса о короле Артуре.